# Ignorance rationnelle
L'ignorance rationnelle, ou la loi du moindre effort, est le fait de renoncer à chercher un complément d'information avant de prendre une décision lorsque le coût pour obtenir ce complément dépasse l'enjeu de cette décision. Ce concept est attribué à Anthony Downs.
Il s'agit au départ d'un phénomène individuel, mais qui peut avoir des effets dans les domaines soumis à des décisions collectives, telles que l'économie ou les élections. L'ignorance rationnelle de chacun peut être la source d'erreurs collectives. Elle peut également faciliter les manipulations par des leaders d'opinion comptant sur le fait que les gens qu'ils veulent convaincre n'iront pas creuser davantage les « vérités » qu'ils prétendent exposer.